# 新寺镇
新寺镇，是中华人民共和国甘肃省定西市漳县下辖的一个乡镇级行政单位。

## 行政区划
新寺镇下辖以下地区：
新寺社区、晋家坪村、大柳树村、新寺村、桥头村、青瓦寺村、骆家山村、谭湾村、马家门村、吴家山村和安家沟村。